# Apfel-Stachelschnecke
Die Apfel-Stachelschnecke oder der Schuppenapfel (Phyllonotus pomum) ist eine Schnecke aus der Familie der Stachelschnecken (Gattung Phyllonotus), die im westlichen Atlantik verbreitet ist. Sie ernährt sich vor allem von Mollusken.

## Merkmale
Das spindelförmige, stark bauchige, solide Schneckenhaus von Phyllonotus pomum, das bei ausgewachsenen Schnecken eine Länge von bis zu 12,5 cm erreicht, hat eine raue und unebene Oberfläche mit spiralig verlaufenden feinen Streifen und abgerundet kielförmig erhobenen Leisten. Über das Gehäuse verlaufen axial die pro Umgang drei Varices als dicke abgerundete Wülste, die an der Vorderseite mit krausen und teilweise erhobenen Lamellen besetzt sind, doch trägt das Gehäuse keinerlei Stacheln. Zwischen den Wülsten befinden sich je wie längliche Höcker, von denen der hintere weit größer und höher ist. Das Gewinde ist hoch, annähernd konisch und spitz. Insgesamt hat das Haus sieben bis acht gewölbte, oben etwas abgeflachte Windungen, die zunächst langsam zunehmen und eine eingedrückte, etwas unebene Naht aufweisen. Der Mündungsrand ist an der Columella etwas runzelig und gerade aufgebogen, die Außenlippe dicht gezähnt. Die annähernd runde Gehäusemündung läuft in einen recht kurzen, nach unten gebogenen Siphonalkanal aus, der mit zwei hohlen Lamellen besetzt ist. Das Gehäuse ist bräunlich gelb oder rötlich braun mit einer braunen Binde auf dem oberen Teil der Windungen. Die Wülste und ihre Lamellen sind abwechselnd braun und weiß, die Columella und das Innere der Gehäusemündung ockergelb gefärbt, die Columellarlippe lebhaft kastanienbraun und die Außenlippe mit drei kastanienbraunen Flecken.
Phyllonotus pomum hat eine kurze Radula mit sehr kräftigen Zähnen – den stärksten bekannten in der Familie Muricidae –, mit der sie große und annähernd runde Löcher auch durch dicke Kalkschalen bohrt.

## Verbreitung
Die Apfel-Stachelschnecke tritt im Karibischen Meer, im Golf von Mexiko und um die Kleinen Antillen auf, im Atlantischen Ozean zwischen North Carolina und dem nördlichen Brasilien.

## Lebensraum
Die Apfel-Stachelschnecke ist auf weichen und harten Substraten wie auf Austernbänken häufig zu finden. Sie lebt in der Gezeitenzone und unterhalb bis in Tiefen von etwa 200 m.

## Lebenszyklus
Wie andere Stachelschnecken ist Phyllonotus pomum getrenntgeschlechtlich. Das Männchen begattet das Weibchen mit seinem Penis. In der Zeit von Mai bis Juli kommen bis über 30 Weibchen zusammen, um gemeinsam ihre bis zu 30 cm großen Gelege mit etwa 240 bis 1800 (durchschnittlich 750) Eikapseln am festen Substrat, beispielsweise großen, leeren Muschelschalen zu befestigen. Eine Eikapsel ist nach Messungen in Florida im Durchschnitt etwa 7,5 mm lang, 6 mm breit und 2,5 mm dick. Sie enthält zahlreiche Eier, von denen sich etwa 11 bis 18 (durchschnittlich 13, nach anderen Messungen, ebenfalls in Florida, 2 bis 5) zu Schnecken entwickeln, während die anderen als Nähreier dienen. Die Entwicklung des Veliger-Stadiums findet in der Eikapsel statt, so dass fertige Schnecken schlüpfen.

## Nahrung
Phyllonotus pomum frisst insbesondere Muscheln, deren Schale mit der Radula unter Säureeinwirkung durchbohrt wird. Durch das gebohrte Loch führt die Schnecke ihre Proboscis ans Fleisch des Opfers. Zu den bevorzugten Beutetieren gehören große Exemplare der Austernart Crassostrea virginica, deren Populationsdynamik von der Schnecke maßgeblich beeinflusst wird.

## Bedeutung für den Menschen
Phyllonotus pomum, lange Zeit unter dem Originalnamen Murex pomum von Gmelin bekannt, wird wegen seines Gehäuses gesammelt. Das Fleisch wird roh oder gekocht gegessen.
Als wichtiger Fressfeind von Austern ist Phyllonotus pomum bei Muschelproduzenten unerwünscht.